# Edson de Godoy Bueno
Edson de Godoy Bueno (Guarantã, 22 de agosto de 1943 – Búzios, 14 de fevereiro de 2017) foi um médico e empresário brasileiro no ramo de saúde, fundador da Amil.

## Infância e adolescência
De origem humilde, nascido em 22 de agosto de 1943, foi engraxate quando criança. Seu pai morreu quando ele tinha cinco anos de idade e a mãe, dona de casa, casou-se depois com um motorista de caminhão. Não foi um bom aluno no ensino básico mas aos quatorze anos, depois de um desmaio decorrente de uma queda, ao voltar a si, sob os cuidados do único médico da cidade, decidiu que seguiria a carreira na medicina.

## Formação e vida profissional
Aos 28 anos formou-se pela Faculdade de Medicina da Praia Vermelha, no Rio de Janeiro, incorporada mais tarde pela UFRJ. Em 1978 fundou a Amil, que se tornaria a maior operadora de planos de saúde do Brasil, adquirida em 2012 pelo UnitedHealth Group, dos Estados Unidos. Permaneceu ainda no comando da empresa até 2016. Segundo a revista Forbes, era um dos homens mais ricos do Brasil, cuja fortuna foi estimada em US$ 3,1 bilhões.

## Morte
Edson de Godoy Bueno morreu de infarto aos 73 anos, durante uma partida de tênis em 14 de fevereiro de 2017, na cidade de Búzios, litoral do Rio de Janeiro.